# Магнит Маркет
«Магнит Маркет» — российский маркетплейс, созданный на базе онлайн-площадки KazanExpress. В ноябре 2023 года «Магнит» выкупил KazanExpress у структуры «AliExpress Россия». В апреле 2024 года KazanExpress сменил название на «Магнит Маркет».
На 2022 год по количеству заказов за сутки занимает 5-е место среди маркетплейсов в России.
В августе 2024 года «Магнит Маркет» значительно расширил географию присутствия: теперь маркетплейс доступен жителям 200 населенных пунктов, в том числе в Москве и Московской области.
200 ПВЗ маркетплейса стали работать в круглосуточном режиме.

## Владельцы
Маркетплейс был основан в 2017 году предпринимателем Линаром Хуснуллиным и разработчиком Кевином Ханда.
В марте 2021 года «AliExpress Россия» приобрела 30 % от KazanExpress. В конце октября этого же года было объявлено о втором раунде сделки, после которого «AliExpress Россия» стала владеть долей в 50,1 %.
К октябрю 2023 года компанией владели: «AliExpress Россия» — 56,3 %; Еремеев — 33,8 %; Линар Хуснуллин — 7,8 %; Кевин Ханда — 2,1 %.
В октябре 2023 года 100 % акций компании «KazanExpress» выкупила розничная сеть «Магнит», до покупки «Магнитом» компанию хотел выкупить «Сбер». Среди условий покупки был ребрендинг маркетплейса с «KazanExpress» в «Магнит Маркет».
В феврале 2024 года Генеральным директором «Магнит Маркета» был назначен Константин Измайлов. Он подчиняется директору по электронной коммерции розничной сети Гюванчу Донмезу. До прихода в «Магнит Маркет» Измайлов занимал руководящие позиции в «Яндекс Лавке» и Delivery Club. Неоднократно выступал консультантом нескольких e-grocery стартапов и компаний по всему миру.

## История
Маркетплейс основан в 2017 году предпринимателем Линаром Хуснуллиным и разработчиком Кевином Ханда. Толчком к созданию, по словам основателей, послужило отсутствие на рынке российских компаний, работающих по бизнес-модели маркетплейса. Тогда эту нишу занимал AliExpress, но доставка из Китая занимала большое количество времени. В 2018 году основатели привлекли в качестве инвестора частный международный IT-холдинг «ГК Fix», на данном этапе инвестиции составили $2 млн.
В начале 2019 года KazanExpress доставлял заказы в 7 городов Казань, Иннополис, Набережные Челны, Альметьевск, Уфа, Самара и Чебоксары. К этому времени на маркетплейсе работало около 1500 продавцов, а количество заказов достигало порядка 1000 в день.
За 2020 год количество заказов превысило 15 000 в день, а заказы доставляли в 28 городов.

### 2021
В марте 2021 года стало известно, что KazanExpress привлёк инвестиции от AliExpress Россия. Российская компания приобрела 30 % от KazanExpress. В конце октября этого же года было объявлено о втором раунде сделки, после которого AliExpress Россия стала владеть долей в 50,1 %. Конкретная сумма сделок ни в первом, ни во втором случае сторонами не разглашалась, генеральный директор Линар Хуснуллин рассказывал, что речь идёт о «миллиардах рублей».
За 2021 год количество заказов достигло около 150 000 за сутки, а общий оборот площадки составил 9 млрд рублей (не включая услуги).
В 2021 году запустилось строительство собственного логистического комплекса в Зеленодольском районе Республики Татарстан, заявленная полезная площадь которого составляет 1 000 000 квадратных метров. Комплекс запланирован на 8 корпусов, каждый из которых будет стоить около 4 миллиардов рублей.
В 2021 году портал HeadHunter опубликовал рейтинг лучших работодателей, в котором маркетплейс в категории «IT и интернет» занял 26-е место из 133-х по итогам опроса соискателей и 75-е из 183-х — в общем рейтинге в категории компаний со штатом до 5 тысяч человек Портал Inc. Russia в списке 100 самых успешных стартапов за 2021 год поставил KazanExpress на 4 место, оценив компанию в 133,3 млн $.

### 2022
В ноябре 2022 года маркетплейс начал доставлять в свои пункты выдачи заказы с AliExpress.
В течение 2022 года компания запустила ряд проектов социальной направленности. В частности, в партнёрстве с Приволжским регистром доноров костного мозга был организован проект «Похожие люди» по бесплатной доставке наборов для типирования, продажа продукции собственного производства некоммерческим организациям и благотворительным фондам через проект «Вещи со смыслом»: для некоммерческих организаций нет комиссий, деньги идут на подопечных фондов, вместе с кризисным центром «Фатима» была организована акция «Сумки заботы» для женщин, переживших домашнее насилие. Также осуществляется помощь приютам животных.

### 2023
Согласно данным издания Forbes, компания находится на 25 месте в рейтинге «30 самых дорогих компаний Рунета — 2023», при этом её капитализация составляет 180 млн долларов.
В октябре 2023 года стало известно, что Магнит договорился о покупке 100 % KazanExpress у «AliExpress Россия» и других держателей акций. 9 октября 2023 года сделка была успешно закрыта. На базе маркетплейса Магнит планирует запустить свою площадку «Магнит Маркет» с установкой постаматов в своих магазинах.

### 2024
В апреле 2024 года компания объявила о начале ребрендинга маркетплейса в «Магнит Маркет». 17 июня 2024 года компания официально объявила о начале работы обновлённых пунктов выдачи в Москве.

Логотип «KazanExpress» до ребрендинга в «Магнит Маркет» (2017—2024).

## Бизнес-модель
Правообладателем разработок и домена KazanExpress.ru является ООО «Маркетплейс-Технологии», которое работает в качестве резидента в ОЭЗ «Иннополис», как компания, внедряющая инновационные технологии.
KazanExpress использует бизнес-модель маркетплейса, который предоставляет различным интернет-магазинам площадку для торговли. Все продавцы на маркетплейсе из России, а около 40 % из Республики Татарстан, где базируется единый логистический центр. Одной из причин его расположения именно в Татарстане послужило расположение около 90 % рынка интернет-торговли в 20 часах езды от Казани (большинство территории европейской части России).
Продавцы отправляют товар на склад, после чего маркетплейс принимает и хранит товар до его заказа, затем отправляет в пункт выдачи заказа (в отдельных случаях до дома). Доставка всех товаров до пункта выдачи за 1 день становится возможной благодаря двум факторам: нахождение всех товаров в одном логистическом центре и расположение этого центра.
За хранение и доставку товара отдельная плата с продавца не взимается.
В 2021 году запустилась бесплатная фотостудия для всех товаров. С августа 2022 фотостудия стала платной.
В августе 2022 года KazanExpress запустил новый автоматизированный центр подготовки товаров, нарастив производительность подразделения в 1,5 раза — до 100 тысяч единиц в сутки.
В конце 2022 KazanExpress стал первым партнёром Почты России в эксперименте по созданию бондовых складов. Компании заключили соглашение об использовании бондового склада на базе логистического почтового центра в Казани. Эксперимент начался в апреле 2023 года, но провалился.

## Показатели
По собственным данным, в 2020 году оборот маркетплейса составлял 1,3 млрд рублей.
За 2021 год вырос на 542 % и составил 9 млрд рублей (не включая услуги). При этом оборот декабря 2021 года превысил 2 млрд рублей, что на 612 % больше, чем в декабре 2020 года. В этом же году количество заказов на площадке равнялась 14 миллионам за год.
В 2021 году число городов присутствия составляло 115, а количество пунктов выдачи заказов 450. Города с самым большим количеством заказов за год — Казань, Уфа и Самара. Лидеры продаж за 2021 год по категориям: электроника и аксессуары для электроники, товары для дома и красоты.
В компании на 2021 год работали 4 804 сотрудника. При этом в декабре 2020 года в компании работало 592 человека.
К началу 2022 года на маркетплейсе представлены 12,5 тысяч российских продавцов.
На едином логистическом центре хранится около 23 млн единиц товара.
Стоимость выполнения одного заказа, по собственным данным компании, составляет около 100—120 рублей.
В 2022 году компания вошла в список лучших работодателей от Forbes. В октябре этого же года маркетплейс вошёл в топ-300 компаний Татарстана по выручке, а в декабре сооснователей компании Линара Хуснуллина и Кевина Ханда включили в топ-50 влиятельных персон IT-отрасли республики.
По исследованиям Data Insight 2022 года, KazanExpress находится на пятом месте по количеству заказов среди маркетплейсов и 12 место по количеству заказов среди всех интернет-магазинов России.
За 2022 год оборот компании составил 19,3 млрд рублей, за 12 месяцев пользователи сделали 25,2 млн заказов, в день на маркетплейсе в среднем покупатели делали 70 000 заказов.
В конце 2022 года компания была выбрана читателями интернет-журналом Enter как корпорация-филантроп года, а Линара Хуснуллина назвали шефом года.

## Экология
KazanExpress занимается сбором и обработкой пластиковых пакетов (упаковок) и макулатуры. В период с лета 2021 года до февраля 2022 года, компания переработала более 5,5 млн пластиковых пакетов, что составило 55 % от общего числа выданных покупателям упаковок.